# Landkreis Mayen-Koblenz
Der Landkreis Mayen-Koblenz ist eine Gebietskörperschaft im nördlichen Rheinland-Pfalz, die 1970 durch die Vereinigung der bis dahin eigenständigen Landkreise Mayen und Koblenz entstand. Verwaltungssitz des an Rhein und Mosel grenzenden Gebiets ist die selbst nicht dazu gehörende kreisfreie Stadt Koblenz. Trotz seiner stark ländlichen Prägung ist Mayen-Koblenz mit 217.228 Einwohnern (31. Dezember 2024) der bevölkerungsreichste Landkreis in Rheinland-Pfalz. Seine größte Stadt ist Andernach.

## Geographie

### Lage
Der Landkreis Mayen-Koblenz erstreckt sich entlang des Mittelrheins und der Untermosel. Er gehört größtenteils zur naturräumlichen Einheit des Mittelrheinischen Beckens.
Der territoriale Schwerpunkt des Kreises liegt links des Rheins und links der Mosel, aber es gehören auch einige rechtsrheinische Gemeinden nordöstlich von Koblenz sowie solche rechts der Mosel im Süden der Stadt zum Kreisgebiet. Dieses umfasst also die Osteifel sowie einige Ausläufer des Westerwalds und des Hunsrücks. Zum linksrheinischen Teil gehören das Maifeld, die Pellenz und ein Teil der Hohen Eifel. Dort an der nordwestlichen Grenze des Kreises befindet sich dessen höchste Erhebung, die Hohe Acht.
Wichtige Gewässer sind neben Rhein und Mosel sind die Nette, die bei Weißenthurm in den Rhein und der Elzbach, der bei Moselkern in die Mosel mündent sowie der Laacher See.

### Nachbarkreise
Der Landkreis grenzt im Uhrzeigersinn im Nordwesten beginnend an die Landkreise Ahrweiler, Neuwied und Westerwaldkreis, an die kreisfreie Stadt Koblenz sowie an die Landkreise Rhein-Lahn-Kreis, Rhein-Hunsrück-Kreis, Cochem-Zell und Vulkaneifel.

## Geschichte
Das Gebiet des heutigen Landkreises Mayen-Koblenz war vor 1800 in zahlreiche Herrschaftsgebiete zersplittert, von denen die Kurfürsten von Trier und Köln die größten Anteile hatten. Mayen war Sitz eines kurtrierischen Amtes, Rhens und Andernach gehörten zu Kurköln, Bendorf zur Grafschaft Sayn-Altenkirchen. Während der Ersten Französischen Republik und dem Konsulat unter Napoleon war das Gebiet Teil des Départements Rhin-et-Moselle mit Sitz in Koblenz. Nach dem Wiener Kongress 1815 kam das Gebiet zu Preußen und wurde 1816 auf die neu gebildeten Kreise Mayen, Koblenz-Land, Adenau und St. Goar innerhalb der Provinz Großherzogtum Niederrhein (ab 1822 Rheinprovinz) verteilt. 1932 wurde der Kreis Adenau aufgelöst und zwischen den Kreisen Ahrweiler und Mayen aufgeteilt. 1946 kam das Kreisgebiet als Bestandteil des Regierungsbezirks Koblenz an das Land Rheinland-Pfalz. Anlässlich der Kreisreform gab der Landkreis Mayen am 7. November 1970 etliche Gemeinden an die Landkreise Ahrweiler und Daun ab. Der Landkreis Koblenz verlor bereits am 7. Juni 1969 Gemeinden an die kreisfreie Stadt Koblenz und erhielt die nördlichen Gemeinden und die Moselgemeinden des Landkreises St. Goar sowie die Moselgemeinden des Landkreises Mayen. Am 7. November 1970 verlor er weitere Gemeinden an die kreisfreie Stadt Koblenz, aber auch vier Gemeinden an den Rhein-Hunsrück-Kreis. Die beiden Landkreise Mayen und Koblenz wurden am selben Tag zusammengelegt. Schließlich kam am 16. März 1974 die Gemeinde Stromberg aus dem Unterwesterwaldkreis zum Kreisgebiet.

### Einwohnerstatistik

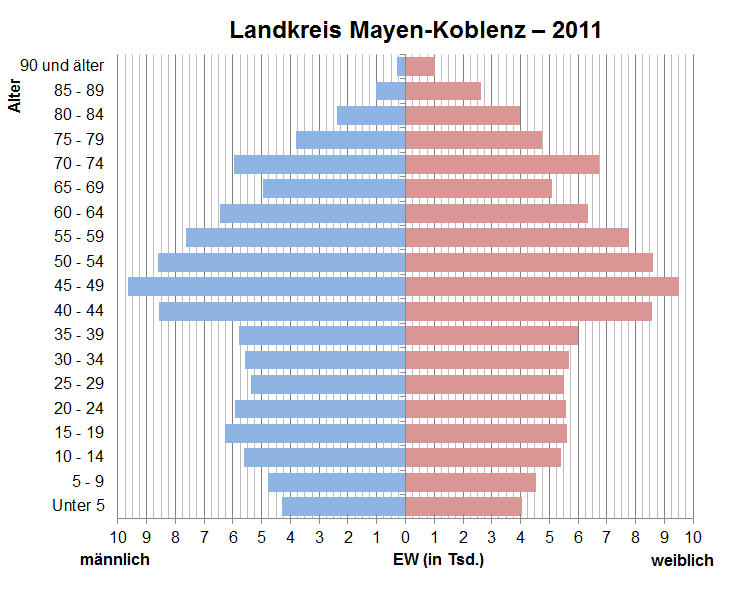
Bevölkerungspyramide für den Kreis Mayen-Koblenz (Datenquelle: Zensus 2011)

| Jahr | Einwohner | Quelle |
| ---- | --------- | ------ |
| 1970 | 185.800   | [ 5 ]  |
| 1980 | 189.800   | [ 6 ]  |
| 1990 | 193.800   | [ 7 ]  |
| 2000 | 210.800   | [ 8 ]  |
| 2010 | 210.269   |        |
| 2016 | 212.968   |        |
| 2019 | 214.434   | [ 9 ]  |
| 2022 | 218.210   | [ 10 ] |

### Konfessionsstatistik
Mit Stand 30. Juni 2005 waren von den Einwohnern 67,2 % römisch-katholisch, 14,6 % evangelisch und 18,2 % waren konfessionslos oder gehörten einer anderen Glaubensgemeinschaft an. Der Anteil der katholischen Kirchenmitglieder an der Gesamtbevölkerung ist seitdem jährlich um knapp über 1 Prozentpunkt gesunken. Ende Juli 2025 hatten 45,6 % die katholische Konfession und 11,8 % die evangelische. 42,6 % gehörten entweder einer anderen Glaubensgemeinschaft an oder waren konfessionslos.

## Politik

### Kreistag
Die Kreistagswahl am 9. Juni 2024 führte zu dem im rechten Diagramm dargestellten Ergebnis und zu folgender Sitzverteilung:
Die vergangenen vier Kreistagswahlen hatten folgend dargestellte Ergebnisse:
| Parteien und Wählergemeinschaften | Parteien und Wählergemeinschaften                | % 2024 | Sitze 2024 | % 2019 | Sitze 2019 | % 2014 | Sitze 2014 | % 2009 | Sitze 2009 | % 2004 | Sitze 2004 |
| CDU                               | Christlich Demokratische Union Deutschlands      | 34,3   | 17         | 35,6   | 17         | 44,6   | 22         | 44,6   | 22         | 52,6   | 26         |
| SPD                               | Sozialdemokratische Partei Deutschlands          | 20,5   | 10         | 22,6   | 11         | 28,7   | 14         | 29,0   | 14         | 28,1   | 14         |
| AfD                               | Alternative für Deutschland                      | 13,1   | 7          | 7,4    | 4          | 3,4    | 2          | —      | —          | —      | —          |
| FWG-MYK                           | Freie Wählergruppe des Landkreises Mayen-Koblenz | 14,5   | 7          | 9,2    | 5          | 9,0    | 5          | 9,3    | 5          | 9,0    | 5          |
| GRÜNE                             | Bündnis 90/Die Grünen                            | 9,6    | 5          | 15,6   | 8          | 7,9    | 4          | 5,3    | 3          | 5,5    | 3          |
| FDP                               | Freie Demokratische Partei                       | 3,8    | 2          | 5,5    | 3          | 3,1    | 2          | 8,0    | 4          | 4,9    | 2          |
| FWM3                              | Freie Wähler Mayen-Mittelrhein-Mosel             | 2,5    | 1          | 1,6    | 1          | —      | —          | —      | —          | —      | —          |
| LINKE                             | Die Linke                                        | 1,7    | 1          | 2,6    | 1          | 2,6    | 1          | 2,3    | 1          | —      | —          |
| Ich tu’s                          | Ich tu’s – Die Bürgerinitiative e. V.            | —      | —          | —      | —          | 0,6    | 0          | 1,5    | 1          | —      | —          |
| Gesamt                            | Gesamt                                           | 100    | 50         | 100    | 50         | 100    | 50         | 100    | 50         | 100    | 50         |
| Wahlbeteiligung                   | Wahlbeteiligung                                  | 62,9 % | 62,9 %     | 60,4 % | 60,4 %     | 55,0 % | 55,0 %     | 52,7 % | 52,7 %     | 57,5 % | 57,5 %     |

### Landräte
- 1970–1989: Georg Klinkhammer (CDU)
- 1990–1991: Rudolf Schwan
- 1992–2008: Albert Berg-Winters (CDU)
- 2009–2024: Alexander Saftig (CDU)
- seit 2025: Marko Boos (SPD)

Alexander Saftig wurde bei der Direktwahl am 12. Juni 2016 mit einem Stimmenanteil von 88,3 % für weitere acht Jahre in seinem Amt bestätigt. Seine zweite Amtszeit begann am 1. Januar 2017. Für eine dritte Amtszeit durfte Saftig nicht erneut antreten, da er im Februar 2024 die Regelaltersgrenze von 66 Jahren erreichte. Bei der Direktwahl am 9. Juni 2024 konnte sich keiner der drei Bewerber um die Nachfolge mit einer ausreichenden Mehrheit durchsetzen. Daher kam es am 23. Juni zu einer Stichwahl zwischen Marko Boos (SPD; Stimmenanteil 33,8 % im 1. Wahlgang) und Christian Altmaier (Freie Wähler; 33,5 %), während Pascal Badziong (CDU, unterstützt auch von den Grünen) überraschend mit einem Stimmenanteil von 32,7 % ausschied. Die Stichwahl gewann Boos mit 57,3 % der Stimmen, der sein Amt am 1. Januar 2025 antrat.

### Wappen und Flagge

Hissflagge
Bannerflagge

Der Landkreis Mayen-Koblenz führt ein Wappen sowie eine Hiss- und Bannerflagge.
| Wappen von Landkreis Mayen-Koblenz | Blasonierung: „In Grün ein silberner Wellenbalken, begleitet oben von einer goldenen Blattkrone, unten von einem silbernen Maienbaum.“ |
| Wappen von Landkreis Mayen-Koblenz | Wappenbegründung: Die Krone verweist auf den Königsstuhl von Rhens, wo früher die römisch-deutschen Könige gewählt wurden. Der Wellenbalken symbolisiert den Rhein und die Mosel, der Maienbaum als sogenanntes „redendes Symbol“ steht für die Landwirtschaft im Kreis. Die Wappensymbole waren auch Bestandteile der früheren Kreiswappen, Landkreis Koblenz („In Grün eine mit roten und blauen Steinen besetzte goldene Blattkrone über einem erniedrigten silbernen Wellensparren.“) und Landkreis Mayen („In Silber ein silberner Mühlstein mit schwarzer Mahlbahn in perspektivischer Ansicht, durch das Steinauge wachsend ein bewurzelter fünfblättriger grüner Maienbaum.“). Das Wappen wurde per 27. April 1971 genehmigt. |

## Wirtschaft und Verkehr
Im Zukunftsatlas 2016 belegte der Landkreis Mayen-Koblenz Platz 134 von 402 Landkreisen, Kommunalverbänden und kreisfreien Städten in Deutschland und zählt damit zu den Regionen mit „Zukunftschancen“. Im Zukunftsatlas 2022 belegte der Landkreis Platz 163 von 400 Landkreisen, Kommunalverbänden und kreisfreien Städten, damit zählte er zu diesem Zeitpunkt zu einer Region mit „leichten Chancen“.

### Schiene
In Koblenz, der damaligen Hauptstadt der preußischen Rheinprovinz, ist ein bedeutender Eisenbahnknoten entstanden, dessen Grundstock die Rheinische Eisenbahn-Gesellschaft legte. Ihre erste Strecke kam 1858 auf dem linken Rheinufer von Köln bis hierher und wurde im folgenden Jahr in Richtung Bingen weitergeführt. Bevor 1902 der neue Hauptbahnhof in Betrieb ging, wurde der Rheinbahnhof weiter nördlich am rechten Moselufer genutzt.
Auf dem rechten Rheinufer fuhren ab 1869 Züge von Köln über Neuwied–Koblenz-Ehrenbreitstein nach Niederlahnstein; von Ehrenbreitstein verlief bis 1899 eine Teilstrecke über die Pfaffendorfer Brücke nach Koblenz Rheinischer Bahnhof. Die Urmitzer Eisenbahnbrücke, über die eine direkte Bahnverbindung von Neuwied nach Koblenz führt, wurde erst 1918 von der Preußischen Staatsbahn dem Verkehr übergeben.
Von diesem Unternehmen wurde auch das übrige Streckennetz ausgebaut:
Ab 1879 verkehrte die Eisenbahn von Koblenz entlang der Mosel in Richtung Trier. Gleichzeitig wurde der Rheinübergang von Koblenz nach Niederlahnstein und damit der direkte Anschluss an die rechtsrheinische Bahn Köln–Wiesbaden sowie an die Lahntalbahn nach Wetzlar geschaffen.
Der Altkreis Mayen erhielt seinen ersten Bahnanschluss mit der Bahnlinie Andernach–Niedermendig im Jahre 1878; sie erreichte 1880 Mayen Ost und führte ab 1895 weiter in Richtung Daun–Gerolstein. Dazu kam 1904 die Querverbindung Koblenz–Mayen Ost mit der Abzweigung Polch–Münstermaifeld im Jahre 1916.
Auf dieser Strecke wurde 1989 der Schienenverkehr zwischen Ochtendung-Polch-Mayen und Ochtendung-Polch-Münstermaifeld eingestellt. Im selben Jahr ist auch der Personenverkehr auf dem Streckenabschnitt Koblenz–Bassenheim–Ochtendung beendet worden. Der Streckenabschnitt Ochtendung–Mayen und die Verbindung Polch–Münstermaifeld sind inzwischen komplett zurückgebaut worden.
Die 1884 eröffnete Strecke Engers–Siershahn streifte das Kreisgebiet nur in der Station Bendorf-Sayn, ähnlich wie die Brohltal-Eisenbahn, eine 1901 gebaute Schmalspurbahn. Während sich die Brohltalbahn mittlerweile zu einer Ausflugsbahn von großer touristischer Bedeutung entwickelt hat, ruht auf der anderen Strecke der reguläre Personenverkehr ebenso wie auf der zu einem Bahnradweg umgebauten Strecke Koblenz–Mayen, die von Koblenz-Lützel über Koblenz-Metternich, Koblenz-Rübenach, Polch, Ochtendung und Bassenheim nach Mayen Ost verlief, samt Abzweigung nach Münstermaifeld:
- 1961: Polch – Münstermaifeld 10 km
- 1983: Koblenz-Lützel – Polch – Mayen Ost 36 km
- 1989: Engers – Bendorf-Sayn – Grenzau – Siershahn 6 km

Das sind 55 km Strecke; immerhin 134 km sind noch voll in Betrieb.
Die Coblenzer Straßenbahn-Gesellschaft AG elektrifizierte ab 1899 die schon 1887 in der Provinzhauptstadt eingerichteten Pferdebahnlinien und verlängerte sie in alle Vororte sowie nach Vallendar, Bendorf-Sayn, Höhr-Grenzhausen und Lahnstein.

### Straße

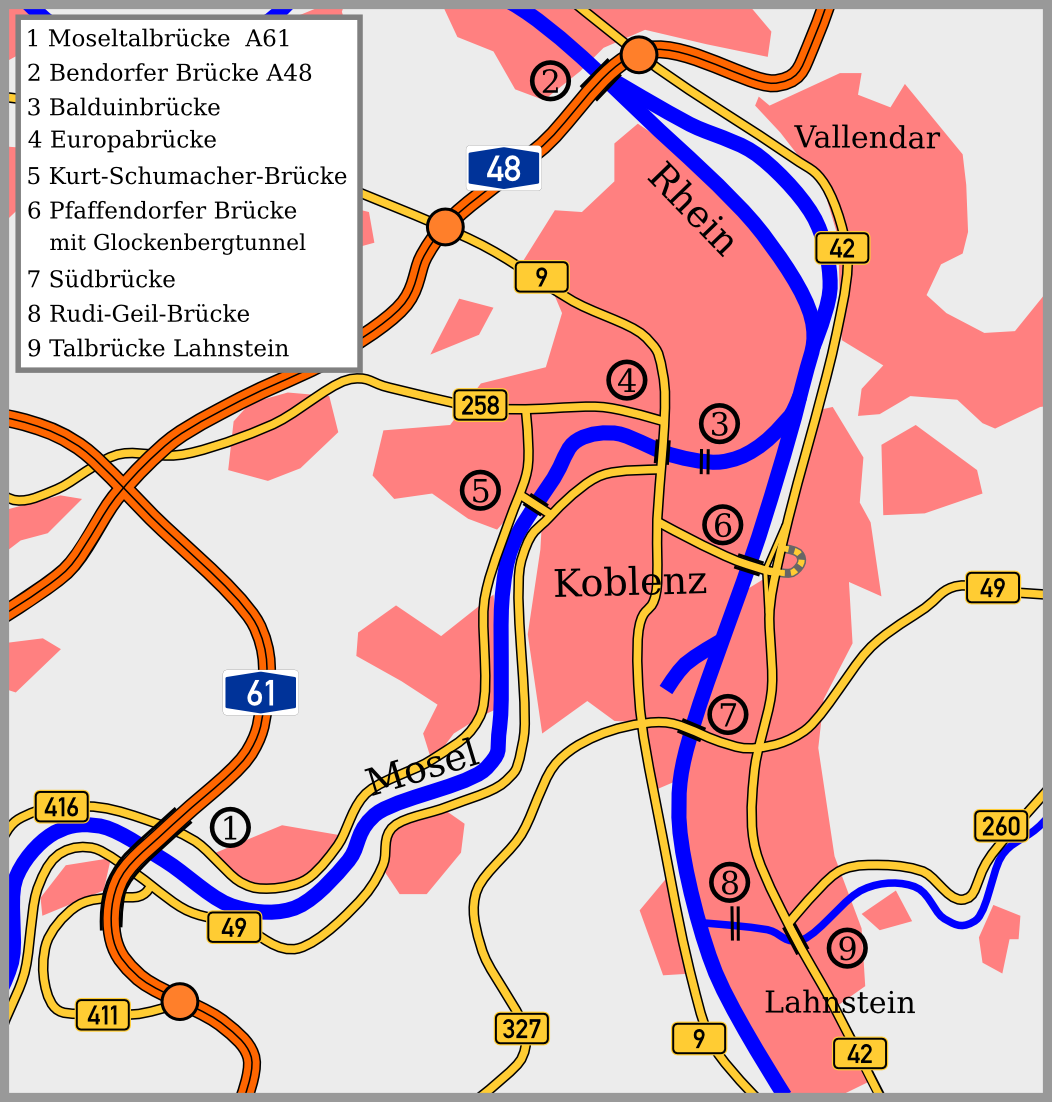
Straßenkarte Raum Koblenz

Durch das Kreisgebiet führen die Bundesautobahnen 61 Koblenz–Köln und 48 Ulmen–Koblenz. Ferner durchziehen mehrere Bundesstraßen und Kreisstraßen das Kreisgebiet, darunter die B 9 Koblenz–Bonn und die B 258.
An Touristikstraßen verdient die Moselschiefer-Straße genannt zu werden.
Rund um den Laacher See befinden sich die Stationen des Vulkanparks, der den Vulkanismus der Eifel didaktisch erläutert.
Ganz im Westen streift der Nürburgring bei Herresbach das Kreisgebiet.

## Burgen und Schlösser
Der Landkreis weist eine Reihe von Burgen und Schlössern auf:
- Burg Eltz, die vielleicht bekannteste deutsche Burg
- Burg Trutzeltz bei der Burg Eltz
- Schloss Bürresheim bei Mayen
- Genovevaburg in Mayen
- Oberburg Kobern in Kobern mit der romanischen Matthiaskapelle
- Niederburg Kobern in Kobern
- Schloss Liebieg in Gondorf
- Oberburg in Gondorf, Stammsitz derer von der Leyen
- Burg Thurant bei Alken (Mosel)
- Ehrenburg bei Brodenbach
- Burg Sayn und Schloss Sayn in Bendorf-Sayn
- Burg Bischofstein an der Mosel bei Burgen
- Burg Wernerseck bei Ochtendung
- Löwen- und Philippsburg bei Monreal
- Burgruine Virneburg
- Schloss Bassenheim in Bassenheim
- Burg Namedy in Andernach
- Stadtburg Andernach in Andernach

## Kirchen und weitere Kulturdenkmale
Das herausragende Sakralbauwerk des Landkreises ist der Mariendom in Andernach. Der Vorgängerbau war 1194 als Eigenkirche in den Besitz des Erzbischofs von Trier gekommen und 1198 bei der Zerstörung der Stadt schwer beschädigt worden. Deshalb ließ der Bischof die neue Kirche bauen, die 1220 geweiht wurde. Sie gilt als eines der besten Beispiele für die Spätromanik im Rheinland.
In der Pfarrkirche von Bassenheim befindet sich der überregional bedeutsame Bassenheimer Reiter.
An die einzeln im freien Feld stehende Fraukirch knüpft sich die Legende von Genoveva von Brabant.
Ein überregional bekannter katholischer Wallfahrtsort ist der Vallendarer Stadtteil Schönstatt.
Eine der ältesten Kirchen der Eifel steht in Polch. Es ist die frühromanische Kapelle St. Georg. Sie liegt abseits der historischen Bebauung auf dem ummauerten Friedhof von Polch mit uralter Kastanienallee. Die erste nachweisliche Dokumentation über eine Kirche in Polch entstammt einer Urkunde aus dem Jahr 1052. Ein Vorgängerbau der Kapelle wird in einem römischen Tempel vermutet, Hinweise hierauf bildet ein Sturz des Westgiebels mit der Inschrift Caio attio caro et eius suavissimae uxori amato patruo amatae aviane filii.
Das vielleicht bedeutendste sakrale Baudenkmal des Gebiets ist die Benediktinerabtei Maria Laach, die aber bereits im Landkreis Ahrweiler liegt. Zahlreiche Baudenkmale liegen auch im Stadtgebiet der kreisfreien Stadt Koblenz.
Das wichtigste Bodendenkmal des Kreises ist der Goloring aus keltischer Zeit.
In Münstermaifeld steht eines der bedeutendsten Kulturdenkmäler des Maifelds. Die mächtigen Wehrtürme der gotischen Stiftskirche des ehemaligen, mindestens seit Anfang des 10. Jahrhunderts bestehenden Stifts St. Martin und St. Severus ragen weithin sichtbar über die Stadt Münstermaifeld hinaus. In der heutigen Form, vom 11. Jahrhundert an in verschiedenen Bauabschnitten entstanden, zeigt das Maifeldmünster architektonisch in interessanter Folge die Entwicklung der Baustile aller Jahrhunderte des Mittelalters.
Der Vulkanpark erschließt die Zeugnisse der vulkanischen Vergangenheit im Landkreis Mayen-Koblenz.

### Kulturdenkmale mit eigenem Artikel
- Abtei Sayn in Bendorf-Sayn, ehem. Prämonstratenserabtei (1202–1803), heute Pfarrkirche Maria Himmelfahrt Sayn
- Pfarrkirche St. Nikolaus in Kottenheim
- Pfarrkirche St. Clemens in Mayen, ehemalige Stiftskirche
- Pfarrkirche St. Cyriakus in Mendig (Niedermendig)

## Volksfeste
Das jährlich stattfindende Moselfest Winningen gilt als das älteste Winzerfest Deutschlands.
Der Lukasmarkt, ein Jahrmarkt und Volksfest in der Innenstadt von Mayen, findet bereits seit 1405 jährlich im Oktober statt.
Der Michelsmarkt in Andernach wird erstmals im Jahre 1407 urkundlich erwähnt. Am 8. Juni 1407 gewährte der Kölner Erzbischof Friedrich III. von Saarwerden der Stadt bis auf Widerruf diesen Markt.
Das Kröbbelchesfest zu Ehren der zu Kartoffelpuffern (= Kröbbelche) verarbeiteten Erdfrucht findet seit 1952 alle zwei Jahre (gerade Jahreszahl) Ende August in Kottenheim statt.

## Sport
2021 bewarb sich der Kreis zusammen mit Koblenz als Host Town für die Gestaltung eines viertägigen Programms für eine internationale Delegation der Special Olympics World Summer Games 2023 in Berlin beworben. 2022 wurde er als Gastgeber für Special Olympics Ecuador ausgewählt. Damit wurde er Teil des größten kommunalen Inklusionsprojekts in der Geschichte der Bundesrepublik mit mehr als 200 Host Towns.

## Naturschutzgebiete

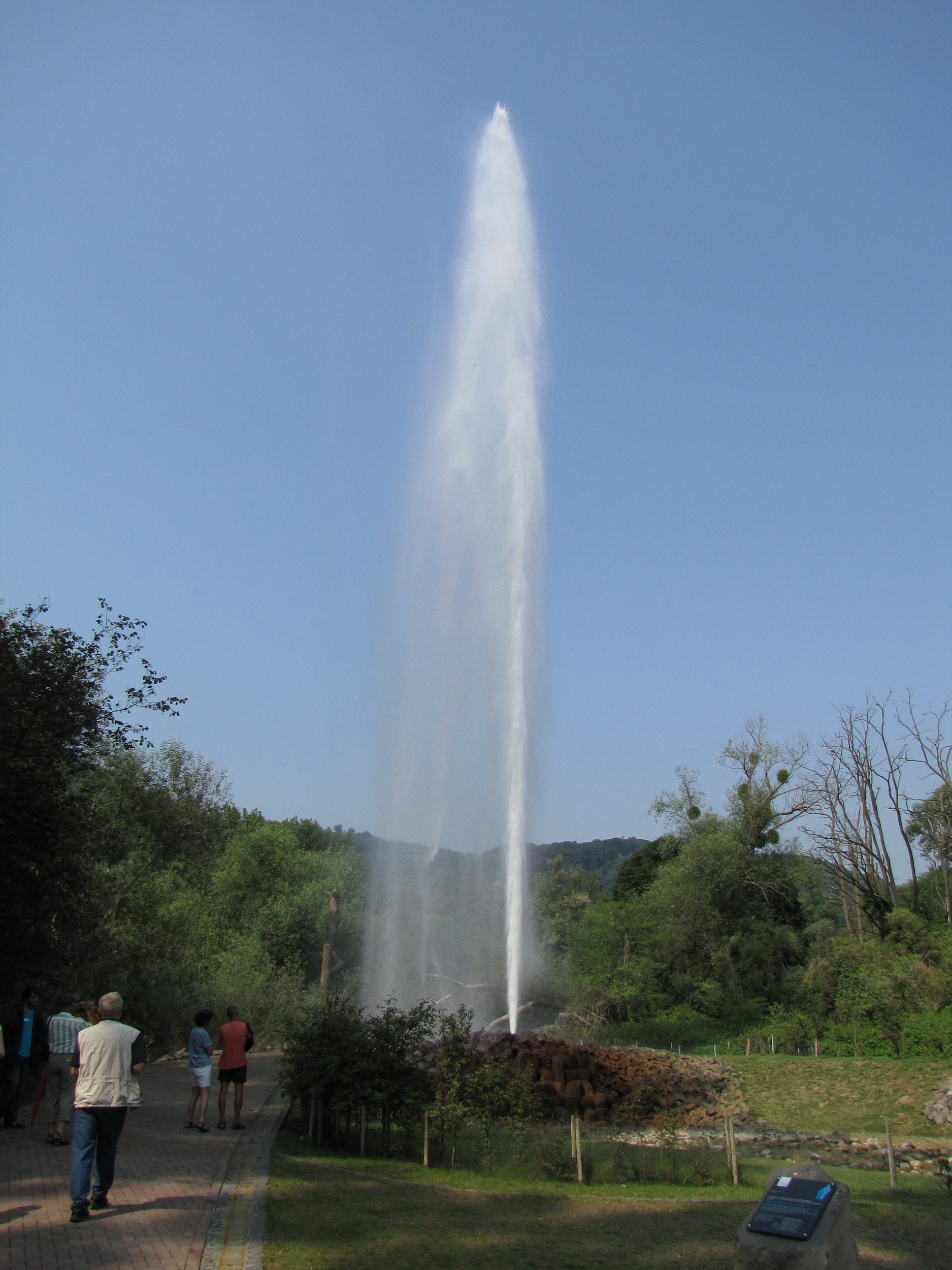
Der Geysir Andernach, der höchste Kaltwassergeysir der Welt

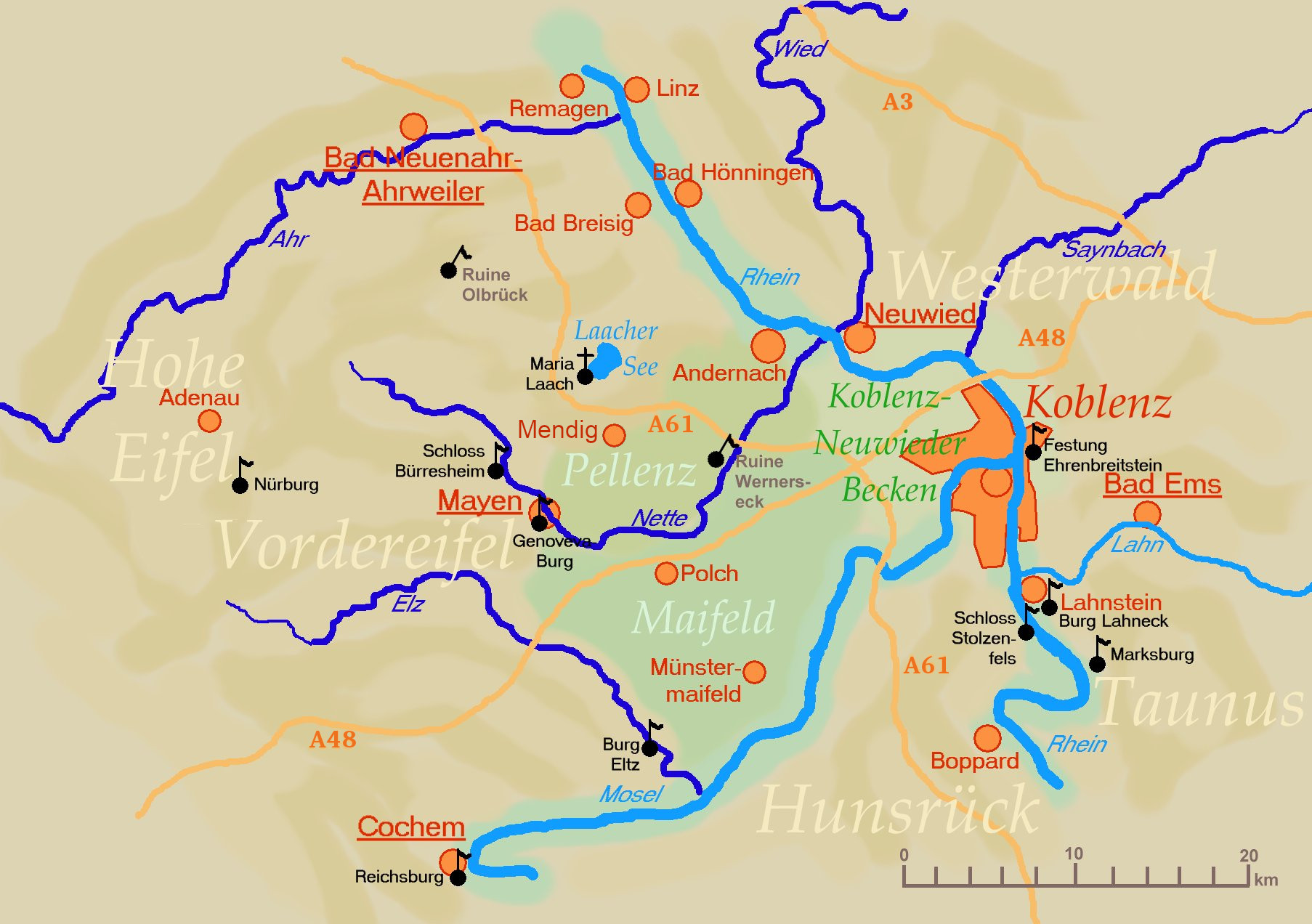
Landschaftskarte

Im Landkreis gibt es (Stand November 2002) 26 Naturschutzgebiete. Zwei weitere Naturschutzgebiete gehören überwiegend zum Landkreis Ahrweiler, aber auch teilweise zum Landkreis Mayen-Koblenz.

### Landkreis Mayen-Koblenz
- Nettetal
- Namedyer Werth mit dem Geysir Andernach
- Dr.-Heinrich-Menke-Park bei Arft
- Reiherschußinsel in der Mosel bei Lehmen
- Hochsimmer in den Gemarkungen Ettringen und Sankt Johann
- Kleiner Bermel, ein tertiärer Basaltkegel in der Nähe von Bermel
- Ettringer Bellberg, Mayener Bellberg und Kottenheimer Büden
- Insel Graswerth im Rhein
- Michelberg in der Nähe von Ochtendung
- Nastberg im Stadtteil Eich der Stadt Andernach
- Tongrube Hüttwohl in Bendorf
- Wacholderheiden Raßberg und Heidbüchel in der Nähe von Arft
- Karmelenberg in der Nähe von Bassenheim
- Moselufer zwischen Niederfell und Dieblich
- Ausoniusstein in Lehmen
- Hüttenweiher in Bendorf-Sayn
- Sulzbusch in der Nähe von Ettringen
- Thürer Wiesen
- Hochstein bei Ettringen, Bell und Obermendig
- Korretsberg in der Nähe von Kruft
- Feuchtgebiete im Nothbachtal bei Gappenach und Rüber
- Gänsehals, Schorenberg, Burgberg und Schmitzkopf bei Bell, Rieden und Obermendig
- Kuhstiebel (ehemalige Quarzkiesgrube) in der Nähe von Kobern
- Booser Maar
- Kurbüsch in der Nähe von Nickenich
- Hochbermel

### Landkreis Mayen-Koblenz und Landkreis Ahrweiler
- Laacher See
- Hohe Acht

## Gemeinden
(Einwohner am 31. Dezember 2024)
Verbandsfreie Städte:
1. Andernach, Große kreisangehörige Stadt (30.039)
2. Bendorf, Stadt (17.726)
3. Mayen, Große kreisangehörige Stadt (19.713)

Verbandsangehörige Gemeinden, gegliedert nach ihrer verwaltungsmäßigen Zugehörigkeit (Verbandsgemeinde):
(Sitz der Verbandsgemeindeverwaltung *)
- 1. Verbandsgemeinde Maifeld

1. Einig (147)
2. Gappenach (352)
3. Gering (414)
4. Gierschnach (272)
5. Kalt (451)
6. Kerben (532)
7. Kollig (624)
8. Lonnig (1213)
9. Mertloch (1338)
10. Münstermaifeld, Stadt (3394)
11. Naunheim (453)
12. Ochtendung (5377)
13. Pillig (488)
14. Polch, Stadt * (6675)
15. Rüber (877)
16. Trimbs (622)
17. Welling (950)
18. Wierschem (338)

- 2. Verbandsgemeinde Mendig

1. Bell (1305)
2. Mendig, Stadt * (9034)
3. Rieden (1207)
4. Thür (1560)
5. Volkesfeld (548)

- 3. Verbandsgemeinde Pellenz

1. Kretz (734)
2. Kruft (4800)
3. Nickenich (3701)
4. Plaidt * (6003)
5. Saffig (2209)

- 4. Verbandsgemeinde Rhein-Mosel

1. Alken (681)
2. Brey (1494)
3. Brodenbach (703)
4. Burgen (763)
5. Dieblich (2595)
6. Hatzenport (586)
7. Kobern-Gondorf * (2982)
8. Lehmen (1265)
9. Löf (1464)
10. Macken (381)
11. Niederfell (951)
12. Nörtershausen (1152)
13. Oberfell (1149)
14. Rhens, Stadt (2950)
15. Spay (1874)
16. Waldesch (2266)
17. Winningen (2390)
18. Wolken (1136)

- 5. Verbandsgemeinde Vallendar

1. Niederwerth (1261)
2. Urbar (3177)
3. Vallendar, Stadt * (9062)
4. Weitersburg (2457)

- 6. Verbandsgemeinde Vordereifel
(Verwaltungssitz: Mayen)

1. Acht (83)
2. Anschau (286)
3. Arft (231)
4. Baar (728)
5. Bermel (357)
6. Boos (607)
7. Ditscheid (259)
8. Ettringen (2874)
9. Hausten (385)
10. Herresbach (475)
11. Hirten (253)
12. Kehrig (1254)
13. Kirchwald (1005)
14. Kottenheim (2521)
15. Langenfeld (678)
16. Langscheid (86)
17. Lind (54)
18. Luxem (329)
19. Monreal (749)
20. Münk (257)
21. Nachtsheim (554)
22. Reudelsterz (379)
23. Sankt Johann (951)
24. Siebenbach (193)
25. Virneburg (381)
26. Weiler (513)
27. Welschenbach (48)

- 7. Verbandsgemeinde Weißenthurm

1. Bassenheim (2985)
2. Kaltenengers (2198)
3. Kettig (3516)
4. Mülheim-Kärlich, Stadt (11.159)
5. Sankt Sebastian (2652)
6. Urmitz (3373)
7. Weißenthurm, Stadt * (9020)

### Ehemalige Gemeinden
Die folgenden Gemeinden verloren seit der Kreisgründung im Jahre 1970 ihre Eigenständigkeit:
- Kattenes, am 31. Dezember 1975 zu Löf
- Keldung, am 31. Dezember 1975 zu Münstermaifeld
- Küttig, am 31. Dezember 1975 zu Münstermaifeld
- Lasserg, am 31. Dezember 1975 zu Münstermaifeld
- Metternich, am 31. Dezember 1975 zu Münstermaifeld
- Mörz, am 31. Dezember 1975 zu Münstermaifeld
- Moselsürsch, am 30. September 1976 zu Lehmen

Siehe auch
- Listen zu dem Begriff „Gebietsveränderungen“ siehe Gebietsreformen in Rheinland-Pfalz
- Liste der Orte im Landkreis Mayen-Koblenz

## Kfz-Kennzeichen
Bei der Bildung des neuen Landkreises wurden zunächst die am 1. Juli 1956 eingeführten Unterscheidungszeichen KO und MY der Landkreise Koblenz und Mayen zugeteilt. Ab dem 12. Juni 1973 wurde im gesamten Landkreis das Kfz-Kennzeichen KO ausgegeben, da sich in Koblenz die Kreisverwaltung befindet. Dieses wurde am 12. Februar 1979 vom neuen bis heute gültigen Unterscheidungszeichen MYK abgelöst. Seit dem 6. Mai 2013 ist das Unterscheidungszeichen MY im Rahmen der Kennzeichenliberalisierung wieder erhältlich.